# Haquinus Laurentii Rhezelius
Haquinus Laurentii Rhezelius, född i Resele församling, död 1627 i Torstuna församling, var en svensk präst och sångboksutgivare. 

## Biografi
Haquinus Rhezelius föddes i Resele församling. Han var son till kyrkoherden Laurentius Jonae Gestritius och Sigrid Håkansdotter i Härnösands församling. Rhezelius blev 12 februari 1600 student vid Uppsala universitet. Han blev kunglig hovpredikant 16 december 1613 och 9 februari 1617 kyrkoherde i Riddarholmens församling. Rhezelius blev 1619 kyrkoherde och prost i Torstuna församling. Han avled 1627 i Torstuna församling.
År 1619 gav han ut samlingen Någre Psalmer, Andelige Wijsor och Lofsonger, bland annat med en del översättningar gjorda av fadern. Rhezelius var i sin tur far till arkeologen m.m. Johannes Haquini Rhezelius.

### Familj
Rhezelius var gift med Elin Larsdotter. De fick tillsammans ett barn (död 1617), ett barn (död 1617) och borgmästaren Johannes Haquini Rhezelius (död 1666) i Jönköping.